# Vitellotrema fusipora
Vitellotrema fusipora är en plattmaskart. Vitellotrema fusipora ingår i släktet Vitellotrema och familjen Hemiuridae. Inga underarter finns listade i Catalogue of Life.